# Eknomiaster
Eknomiaster är ett släkte av sjöstjärnor. Eknomiaster ingår i familjen ledsjöstjärnor.
Kladogram enligt Catalogue of Life:
| Eknomiaster | \| \| Eknomiaster beccae \| \| \| \| \| \| Eknomiaster macauleyensis \| \| \| \| |
|             | \| \| Eknomiaster beccae \| \| \| \| \| \| Eknomiaster macauleyensis \| \| \| \| |
|             | Eknomiaster beccae                                                               |
|             |                                                                                  |
|             | Eknomiaster macauleyensis                                                        |
|             |                                                                                  |